# Chytriomyces reticulosporus
Chytriomyces reticulosporus är en svampart som beskrevs av Dogma 1983. Chytriomyces reticulosporus ingår i släktet Chytriomyces och familjen Chytridiaceae.   Inga underarter finns listade i Catalogue of Life.